# 耶律頗的
耶律颇的（?—?），颇的一作颇德，字撒版。辽国（契丹）政治人物。辽皇族季父房耶律奴瓜之孫。
重熙初年，任命牌印郎君。清寧初年，转任知易州。任期结束离开易州，部民请求留任，于是再任。咸雍八年（1072年）为彰国军节度使。道宗狩猎大牢古山，耶律頗的到行宮参见辽道宗。道宗询问边境之事情，耶律頗的回答得体，拜北面林牙。受命与北宋议定疆界，归国，拜南院宣徽使。大康四年（1078年）为忠顺军节度使。大康六年（1080年），迁南院大王，同知南京留守事。大康八年（1082年），任南府宰相，兼知北院枢密使事，賜号貞良功臣。封吴国公。太安年間致仕，去世。子耶律霞抹为北院枢密副使。

## 延伸阅读
[在维基数据编辑]
 《遼史/卷86》，出自脱脱《遼史》